# Euthore fasciata
Euthore fasciata är en trollsländeart som först beskrevs av Hagen in Selys 1853.  Euthore fasciata ingår i släktet Euthore och familjen Polythoridae. Inga underarter finns listade i Catalogue of Life.